# Dante-Sinfonie
Eine Sinfonie zu Dantes Divina Commedia – kurz Dante-Sinfonie oder Dante-Symphonie – wurde von Franz Liszt komponiert. Sie ist durch Dante Alighieris Versepos Divina Commedia (Die Göttliche Komödie) inspiriert und wurde im Jahr 1857 uraufgeführt.

## Struktur
Das Werk besteht aus zwei Sätzen:
- Inferno
- Purgatorio → Magnificat

Aufgrund ihres programmatischen Bezuges kann man die Dante-Symphonie auch als Sinfonische Dichtung mit Chor (nur Frauen- und Knabenstimmen) bezeichnen.